# Phare de Leucade
Le phare de Leucade est situé dans la citadelle Sainte-Maure (en grec moderne : Αγία Μαύρα, Agia Maura) sur l'île Leucade en Grèce. Il est achevé en 1861.

## Caractéristiques
Le phare est une tour carrée en pierre, accolée à la maison du gardien, dont le dôme de la lanterne est de couleur blanche. Il s'élève à 17 mètres au-dessus de la mer Ionienne. Le phare est alimenté à l'énergie solaire.

### Autre phare de l'île
Un second phare occupe, depuis 1913, l'extrémité du cap Lefkada (Ducato) au sud de l'île.

## Codes internationaux
- ARLHS[1] : GRE-184
- NGA : 14560
- Admiralty[2] : N 3832

## Source
(en) [PDF] List of lights radio aids and fog signals - 2011 - The west coasts of Europe and Africa, the mediterranean sea, black sea an Azovskoye more (sea of Azov) (la liste des phares de l'Europe, selon la National Geospatial - Intelligence Agency)- Version 2011 - National Geospatial - Intelligence Agency - p. 255